# Norman Holter
Norman Jefferis Holter, né le 1er février 1914 à Helena où il est mort le 21 juillet 1983, est un biophysicien américain connu pour avoir inventé le holter cardiaque, un dispositif portable permettant l'enregistrement en continu de l'électrocardiogramme pendant au moins 24 heures. Holter a fait don des droits de son invention à la médecine.

## Biographie
Né à Helena dans le Montana, Holter est diplômé du Carroll College en 1931 et poursuit ses études à l'université de Californie à Los Angeles où il obtient un master en chimie en 1937. Il reçoit un an plus tard un master en physique à l'université de Californie du Sud. Il continue sa formation en complétant ses études de troisième cycle à l'université de Heidelberg en Allemagne, à l'université de Chicago, au Oak Ridge Institute of Nuclear Studies, et à l'université d'Oregon. Pendant la Seconde Guerre mondiale, Holter est physicien en chef de la United States Navy et étudie les caractéristiques des vagues et leur importance pour les opérations militaires amphibies. En 1946, il est à la tête d'une équipe de recherche gouvernementale impliquée dans les essais nucléaires sur l'atoll de Bikini. Après la guerre, il poursuit ses travaux avec la Commission de l'énergie atomique des États-Unis et préside la Société de médecine nucléaire et d'imagerie moléculaire de 1955 à 1956. En 1964, il devient professeur titulaire à l'université de Californie à San Diego. En 1979, l'Association pour l'Avancement de l'Instrumentation Médicale lui offre un prix pour sa contribution à la technologie médicale.
Holter est le fils et le petit-fils respectivement de Norman B. Holter et Anton M. Holter, tous deux pionniers du Montana. De nombreux lieux dans et autour d'Helena portent son nom de famille, comme le Musée d'Art Holter (The Holter Museum of Art), le Barrage Holter (Holter Dam) et le Lac Holter (Holter Lake).

## Œuvres
- (en) Norman Holter et J.A. Gengerelli, « Remote recording of physiological data by radio », Rocky Mountain Medical Journal, no 46,‎ 1949
- (en) Norman Holter, « Radioelectrocardiography: a new technique for cardiovascular studies », Annals of the New York Academy of Sciences, no 65,‎ 1957
- (en) Norman Holter, « New Method for Heart Studies. Continuous electrocardiography of active subjects over long periods is now practical », Science, no 134,‎ 1961
- (en) Norman Holter et al., « Clinical observations using the electrocardiocorder-AVSEP continuous electrocardiographic system. Tentative standards and typical patterns », American Journal of Cardiology, no 14,‎ 1964